# Spalliera svedese

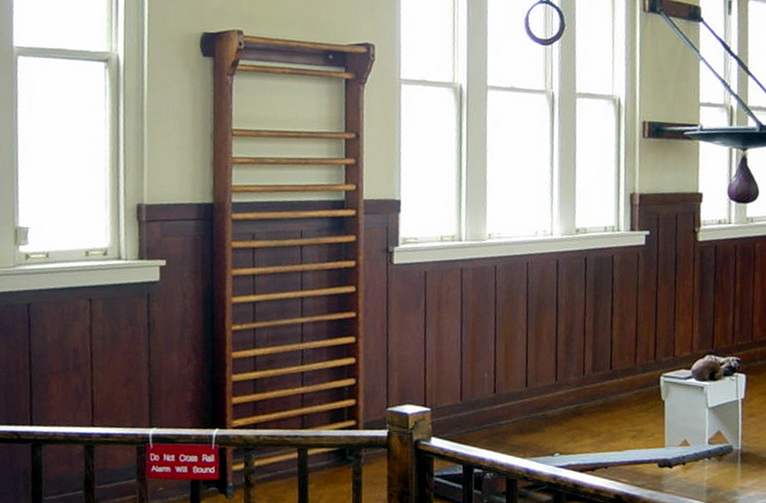
Spalliera

La spalliera svedese o scala per ginnastica è un attrezzo ginnico formato da  sbarre verticali unite con 9 pioli. Fu inventata all'inizio dell'Ottocento dal professore svedese Pehr Henrik Ling per chi soffriva di artrite. Egli comprese infatti l'importanza terapeutica degli esercizi con la spalliera.
Durante l'occupazione della Svezia da parte di Napoleone, Ling venne sostenuto dal re di Svezia per creare un centro nazionale di ginnastica, che venne chiamato Istituto Reale di Ginnastica, dove insegnò ginnastica come arte, e che successivamente divenne una routine in tutta Europa dopo l'invenzione della spalliera.
Con l'arrivo degli immigrati in America, la spalliera fu adottata rapidamente anche negli Stati Uniti dove è attualmente utilizzata come le barre di stallo.
La più grande spalliera è stata presentata al FIBO di Essen e ha un'altezza di 5 metri.

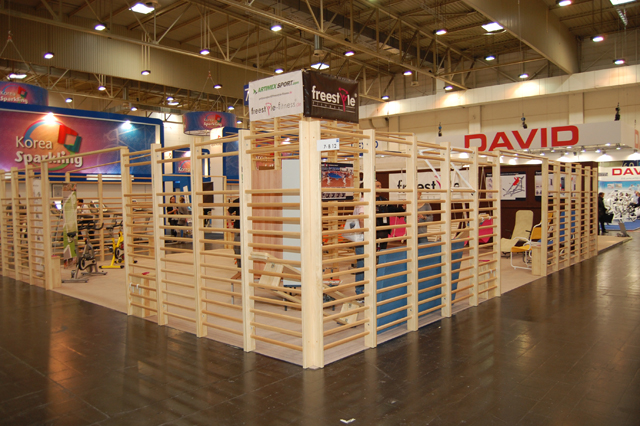
Spalliere svedesi FIBO 2010

La spalliera per la ginnastica è un dispositivo multifunzione, fatto di legno lamellare, legno di faggio o anche acciaio. 
Può essere realizzato in diversi formati, per il recupero ortopedico o per bambini. Possono avere una dimensione fino a 2,50 × 1,70 m. Le barre parallele sono fatte di legno di faggio o acero e possono essere di 7, 14 o 16 pezzi per spalliera.
I pioli della spalliera, numerati dal basso verso l'alto, si dicono gradi e si dividono in bassi (1º e 2º), medi (3º, 4º e 5º), alti (6º e 7º) e sporgenti (8º e 9º).
La spalliera svedese può essere curva o diritta.
La spalliera può essere usata in esercizi di ginnastica e di riabilitazione. Per problemi alla colonna vertebrale, come la scoliosi, è opportuno consultare un ortopedico prima di eseguire esercitazioni alla spalliera. Questo attrezzo è ampiamente usato nei centri fitness, nelle palestre scolastiche, nelle palestre private e nei corsi di educazione fisica. Alla spalliera è possibile allegare una panca per addominali o una barra di trazione.
Gli esercizi praticabili con la spalliera possono essere effettuati in sospensione (senza avere contatti col suolo) oppure a terra.
Le mani possono essere messe in posizione supina o prona.